# Білокуриха (річка)
Білокуриха (рос. Белокуриха) — річка в Росії, протікає в Смоленському районі Алтайського краю. Гирло річки знаходиться в 63 км по правому березі річки Піщана. Довжина річки становить 31 км. У 8 км від гирла справа впадає річка Старобілокуриха. На берегах розташоване місто-курорт Білокуриха.

## Дані водного реєстру
За даними державного водного реєстру Росії належить до Верхньообського басейнового округу, водогосподарська ділянка річки — Об від злиття річок Бія і Катунь до міста Барнаул, без річки Алей, річковий підбасейн річки — басейни приток (Верхньої) Обі до впадання Тому. Річковий басейн річки — (Верхня) Об до впадання Іртиша.
Код об'єкта в державному водному реєстрі — 13010200312115100008160.